# 阿尔塔克·达夫强
阿尔塔克·马特沃西·达夫强（1970年3月31日—）是亚美尼亚中将，目前担任亚美尼亚武装力量总参谋长。2018年5月始任该职，2020年6月解职，2021年3月再次出任。

## 早年生活和军旅生涯
1970年，阿尔塔克·达夫强生于亚美尼亚苏维埃社会主义共和国。1988年至1992年，参加第一次纳戈尔诺-卡拉巴赫战争，在新组建的亚美尼亚军队中迅速晋升。1992年起开始担任军事单位的指挥官或副指挥官。其间也曾就学于俄罗斯的军事院校。
2006年，达夫强开始在亚美尼亚武装部队总参谋部工作。2007年，任总参谋部副部长。2009年1月31日，出任执行部主任。2017年9月29日，担任驻努巴拉申区亚美尼亚国防部第5陆军军团的指挥官。

## 出任高位
2018年5月24日，亚美尼亚总理尼科尔·帕希尼扬免去莫夫谢斯·阿科皮扬中将的总参谋长职务。其后达夫强根据总统令就任总参谋长。2020年6月，他因违反新冠疫情限制规定为儿子举办婚礼而遭免职。2020年7月17日，达夫强出任亚美尼亚军工委员会主席。2020年11月16日，亚美尼亚在2020年纳戈尔诺-卡拉巴赫战争中战败后，他再遭免职。
2021年3月10日，达夫强的继任者奥尼克·加斯帕良在政变中遭免职，总理帕希尼扬再次提名达夫强担任总参谋长。但亚美尼亚总统阿尔缅·萨尔基相拒绝批准，亚美尼亚行政法院亦裁定加斯帕良应留任，等待裁决其免职是否合法。然而帕希尼扬总理宣布，达夫强的任命已于2021年3月22日生效，因为总统既未签署总统令，也未向宪法法院提出反对。3月22日，总理向总参谋部推荐达夫强，称其“一直为总参谋部出力”，并表示“我们应该重新任命他，从他管理公共事务的潜力中获益。”达夫强随后宣布，他“相信武装部队不会参与任何未经宪法和法律允许的政治活动”。